# Robert Koczarian
Robert Sedraki Koczarian (orm. Ռոբերտ Սեդրակի Քոչարյան, ur. 31 sierpnia 1954 w Stepanakercie) – ormiański polityk, działacz społeczności ormiańskiej w Górskim Karabachu, w latach 1994–1996 pełnił funkcję prezydenta Górskiego Karabachu, a w latach 1996–1997 był premierem Armenii; od 2 maja 2000 do 12 maja 2000 był p.o. premiera Armenii; od 1998 do 2008 prezydent Republiki Armenii.

## Życiorys
Urodził się, wychowywał się i mieszkał w Górskim Karabachu. W latach 1971–1972 studiował w Moskiewskim Instytucie Energetycznym, a następnie pracował jako monter w Zakładach Elektrotechnicznych w Stepanakercie. W latach 1972–1973 odbył służbę wojskową, po czym rozpoczął studia zaoczne na Wydziale Elektrotechnicznym Instytutu Politechnicznego w Erywaniu. Studia ukończył w 1982. W latach 1980–1981 był inżynierem-mechanikiem w Zakładach Elektrotechnicznych w Stepanakercie.
Od 1981 pracował jako działacz partyjny. Do 1985 pełnił funkcję II sekretarza stepanakerckiego Komitetu Miejskiego Komsomołu, a przez kolejne pięć lat stał na czele organizacji partyjnej Karabachskiego Kombinatu Jedwabniczego.
Pod koniec lat 80. zaangażował się w działalność ruchu narodowego Ormian zamieszkujących Górski Karabach (który od ormiańskiej nazwy tej krainy – Arcach nosił nazwę ruchu arcachskiego). W tym samym czasie coraz częściej zaczęło dochodzić do napięć etnicznych pomiędzy mieszkającymi w tym rejonie Ormianami i Azerami. Ormianie dążyli do przyłączenia Nagorno-Karabachskiego Obwodu Autonomicznego (wchodzącego w skład Azerbejdżańskiej SRR) do Armeńskiej SRR.
W marcu 1988 Koczarian wstąpił do nowo założonej grupy politycznej „Krunk”, w której objął funkcję kierownika sekcji ideologicznej. W grudniu 1988 grupa została rozwiązana decyzją władz radzieckich, a jej kierownictwo zostało poddane represjom (podobnie jak liderzy innej ormiańskiej organizacji narodowej – Ormiańskiego Ruchu Narodowego, dawnego Komitetu „Karabach”). W miejsce „Krunk” Koczarian powołał nową grupę pod nazwą „Miacum”, opowiadającą się za przyłączeniem Karabachu do Armenii.
W 1989 i 1990 Koczarian wybierany był deputowanym Rady Najwyższej Armenii oraz członkiem Prezydium Rady. W 1990 wystąpił z KPZR. We wrześniu 1991 poparł deklarację niepodległości Republiki Górskiego Karabachu. Jesienią tego samego roku został wybrany deputowanym Rady Najwyższej Górskiego Karabachu, a w grudniu objął funkcję przewodniczącego Rady.
W 1992 doszło do eskalacji konfliktu pomiędzy Azerbejdżanem a samozwańczą republiką. W sierpniu tego roku Koczarian stanął na czele Komitetu Obrony Republiki Górskiego Karabachu, pełniącego faktyczną władzę polityczną i militarną na terytorium zajmowanym przez karabachskich Ormian. 12 maja 1994 pod auspicjami Rosji i OBWE pomiędzy walczącymi stronami zawarte zostało zawieszenie broni. 24 grudnia 1994 parlament Górskiego Karabachu wybrał Koczariana na stanowisko prezydenta. W listopadzie 1996 jego pełnomocnictwa zostały potwierdzone w wyborach powszechnych, w których Koczarian uzyskał ponad 80% poparcia.
20 marca 1997 prezydent Armenii Lewon Ter-Petrosjan mianował Koczariana na stanowisko szefa rządu republiki Armenii. Także w samej Armenii Koczarian cieszył się dużą popularnością. Po rezygnacji Ter-Petrosjana w lutym 1998 został pełniącym obowiązki prezydenta, a w marcu 1998 wystartował w wyborach, w których uzyskał blisko 60% głosów. Na stanowisku głowy państwa został zaprzysiężony 10 kwietnia 1998. Od 2 maja 2000 do 12 maja 2000 jako prezydent był też p.o. premiera Armenii. 5 marca 2003 Koczarian ponownie został wybrany prezydentem, uzyskując ponad 67% głosów. Opozycja zarzuciła Koczarianowi fałszerstwa wyborcze, a na nadużycia ze strony władz zwracali uwagę międzynarodowi obserwatorzy.
Za rządów Koczariana w Armenii przeprowadzone zostały reformy systemu prawnego, m.in. dokonano zmian w konstytucji oraz zniesiono karę śmierci. Armenia wstąpiła do Rady Europy oraz Światowej Organizacji Handlu. Podjęta została współpraca armeńskich sił zbrojnych z NATO. Jednocześnie zacieśniła się współpraca gospodarcza i paliwowo-energetyczna z Rosją, która stała się głównym zagranicznym inwestorem na terenie Armenii.
Jesienią 2007 udzielił poparcia premierowi Serżowi Sarkisjanowi w zaplanowanych na luty 2008 wyborach prezydenckich. Gdy wynik wyborów, dający wygraną Sarkisjanowi, został zakwestionowany przez opozycję, a w Erywaniu doszło do demonstracji, 2 marca wprowadził w kraju stan wyjątkowy, aby nie dopuścić do dalszych zamieszek. 9 kwietnia 2008 oficjalnie jego następcą został Serż Sarkisjan.
W 2018 wspólnie z generałem Jurijem Chaczaturowem został aresztowany przez władze Armenii pod zarzutem złamania konstytucji w związku ze stłumieniem demonstracji w Erywaniu.

## Odznaczenia
- Order Orła Białego (Polska, 2004)[5]
- Krzyż Wielki Orderu Witolda Wielkiego (Litwa, 2002)[6]
- Krzyż Wielki Legii Honorowej (Francja)[7]
- Krzyż Wielki Orderu Zbawiciela (Grecja)[7]
- Order Honoru (Gruzja)[7]
- Order Cedru (Liban)[7]
- Order Gwiazdy Betlejem 2000 (Autonomia Palestyńska, 2000)[8]